# Székelyfancsal
Székelyfancsal (1899-ig Fancsal, románul Fâncel) falu Romániában Hargita megyében. Testvértelepülése Vékény és Bezedek Baranya vármegyei falvak.

## Fekvése
Községközpontjától, Oroszhegytől 3,5 km-re fekszik, a Ballé-patakba igyekvő Fancsal-patak mellett.

## Története
1505-ben Fanchal néven említik. 1910-ben 196, 1992-ben 146 magyar lakosa volt. A trianoni békeszerződésig Udvarhely vármegye Udvarhelyi járásához tartozott.
Római katolikus temploma 1844-ben épült a 17. századi kápolna helyett. 1868-ban villám sújtotta, ezért megújították.